# 臺灣總督府交通局鐵道部 (文化資產)
25°02′55″N 121°30′40″E / 25.04861°N 121.51111°E
臺灣總督府交通局鐵道部的廳舍及相關建築位於臺灣臺北市大同區，鄰近臺北府城北門。建於日治大正時期，該建築群被公告為中華民國的文化資產，其中主廳舍、八角樓男廁、戰時指揮中心、工務室、電源室、食堂的部分為國定古蹟，臺北工場的部分（台鐵舊禮堂）則是直轄市定古蹟。此地自2020年7月起做為國立臺灣博物館的分館「國立臺灣博物館鐵道部園區」對外開放，但不包括整修中的臺北工場。
鐵道部廳舍自落成以來，不論是鐵道部或臺鐵局時代，都一直是台灣鐵路的行政中心，直到1990年臺鐵局本部從此地轉移到新落成的臺北車站大樓為止。另外，臺北工場的鋼製屋樑，經文史工作者吳小虹考證，認定是第一代臺北車站（臺北火車碼頭）的遺構:239。

## 沿革
鐵道部廳舍所在地在日治初期，曾作為兵器修理所與砲兵工廠，後來在明治卅三年（1900年）才移交給鐵道部，改為「臺北工場」。明治四十二年（1909年），鐵道部臺北工場進行擴建，「客車工場」（車輛修理工場，即後來列為直轄市定古蹟的「臺北工場」）與「塗工場」（油漆工場）也是在此時興建，為這次工程中最大的兩座建築。而鐵道部廳舍由森山松之助設計，分別在大正八年、九年（1919、1920年）分兩期完工。
昭和十年（1935年），臺北工場遷往松山新址，「客車工場」與「塗工場」被改為辦公室使用。

### 臺鐵局移出後
2005年6月，臺北市政府文化局將其附近的「臺北工場」遺構（戰後改作為大禮堂使用）一併列入古蹟範圍，並將原來的古蹟名稱「臺灣總督府交通局鐵道部」簡化為「臺灣總督府鐵道部」。而後在2007年5月25日，廳舍、八角樓男廁、戰時指揮中心、工務室、電源室、食堂的部分公告被為國定古蹟。因為這個緣故，臺北市政府文化局在2010年9月30日調整古蹟範圍公告，將直轄市定古蹟改名為「臺灣總督府鐵道部（臺北工場）」。
自2009年11月起，國立臺灣博物館接受臺鐵局委託代管鐵道部建築群。2014年1月9日，國立臺灣博物館開始進行修復工程。至2016年，臺北工埸以外的鐵道部建築群修復完成，並命名為「國立臺灣博物館鐵道部園區」，在2020年7月7日正式對外開放。

## 建築

### 本廳舍

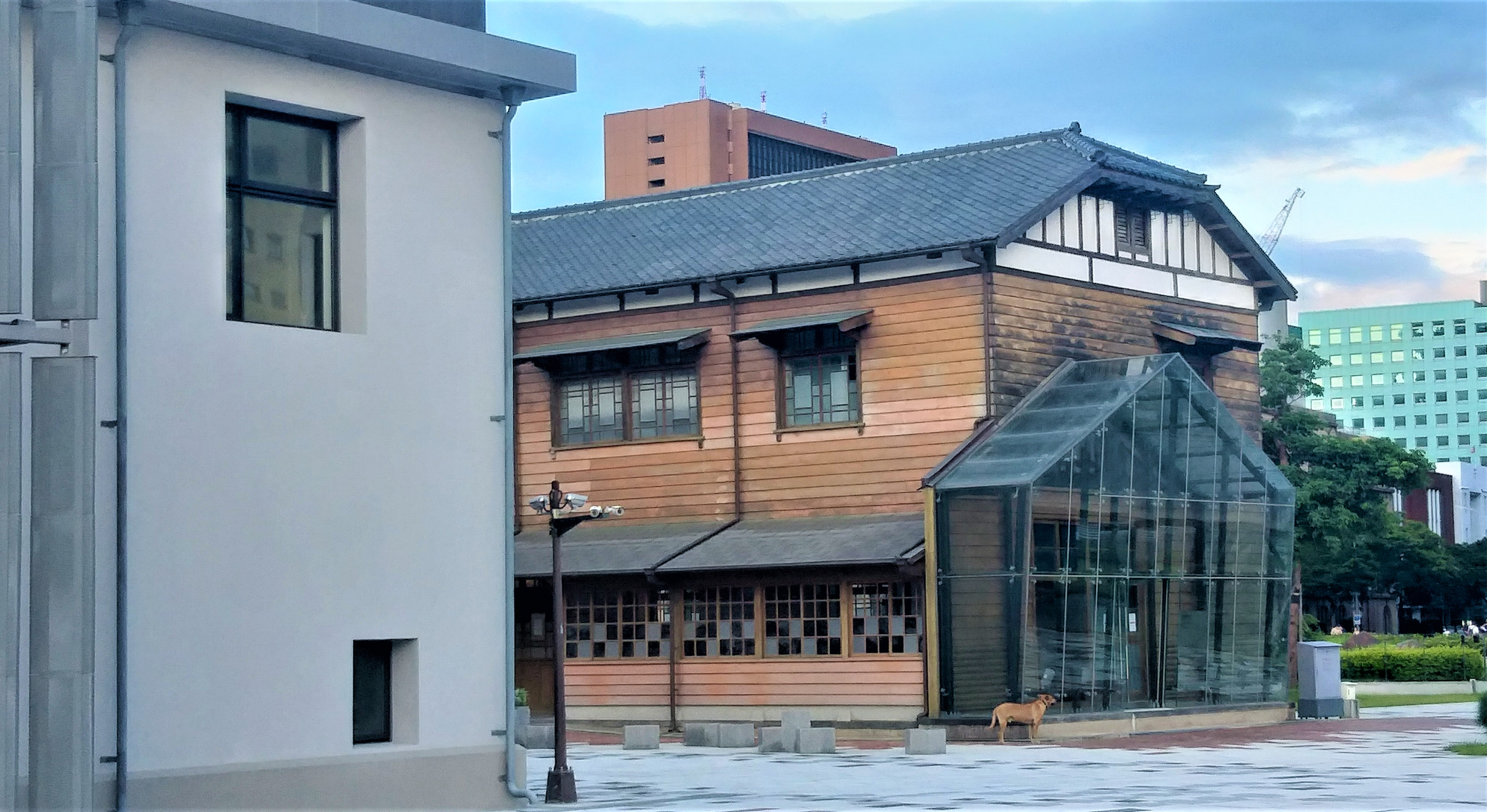
食堂

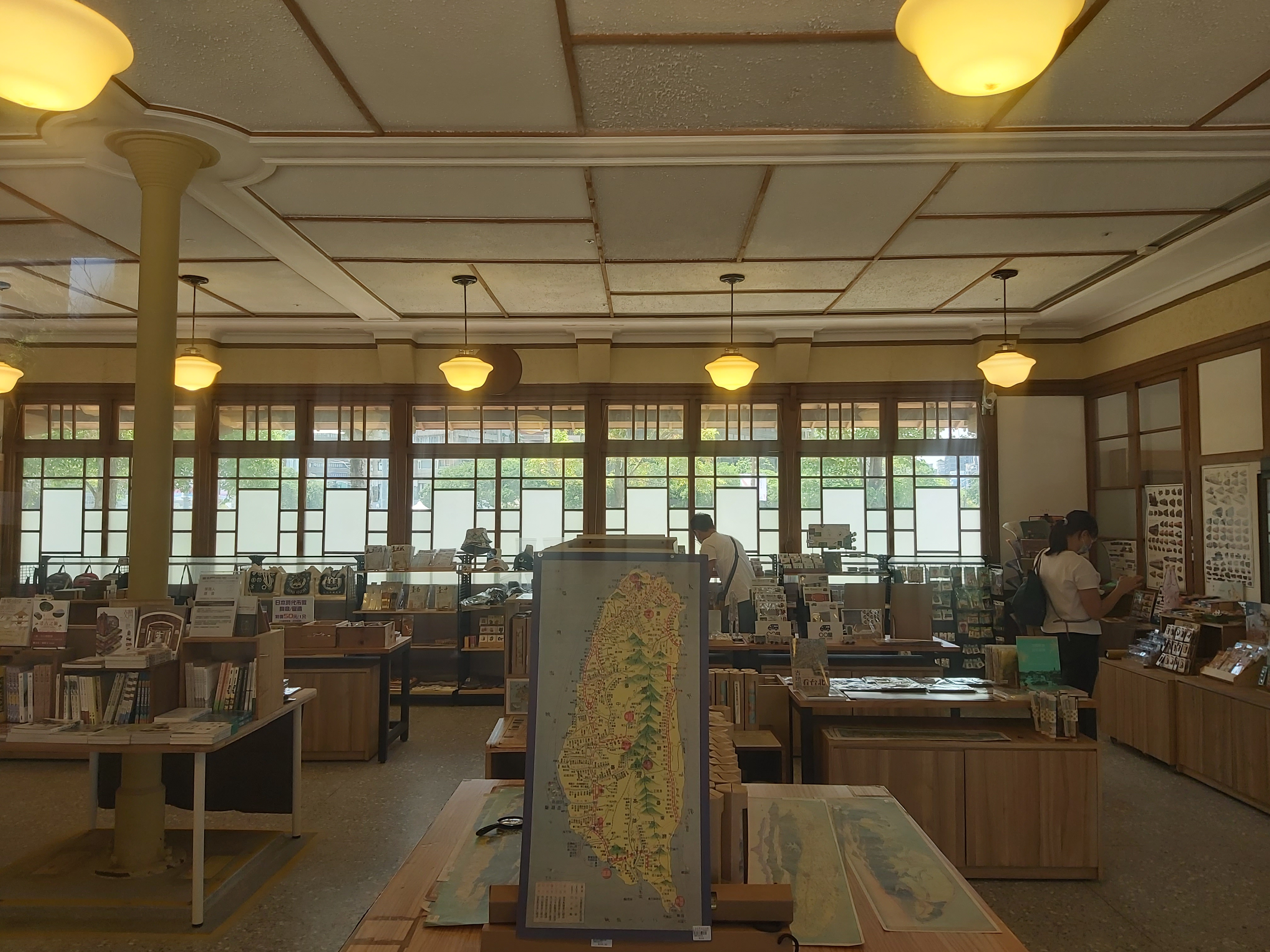
販賣部

1918年5月，鐵道部廳舍第一期工程初步完成以取代清代機器局四進衙門，由鐵道部下屬各課室使用。鐵道部廳舍為「半木」構造，一樓為磚造結構，二樓為木造結構，屋頂與牆體均露出木樑柱，建築風格受到英國建築影響。所用的木材大多是阿里山檜木。廳舍本體平面略呈L形，主入口在轉角處，兩側設衛塔。

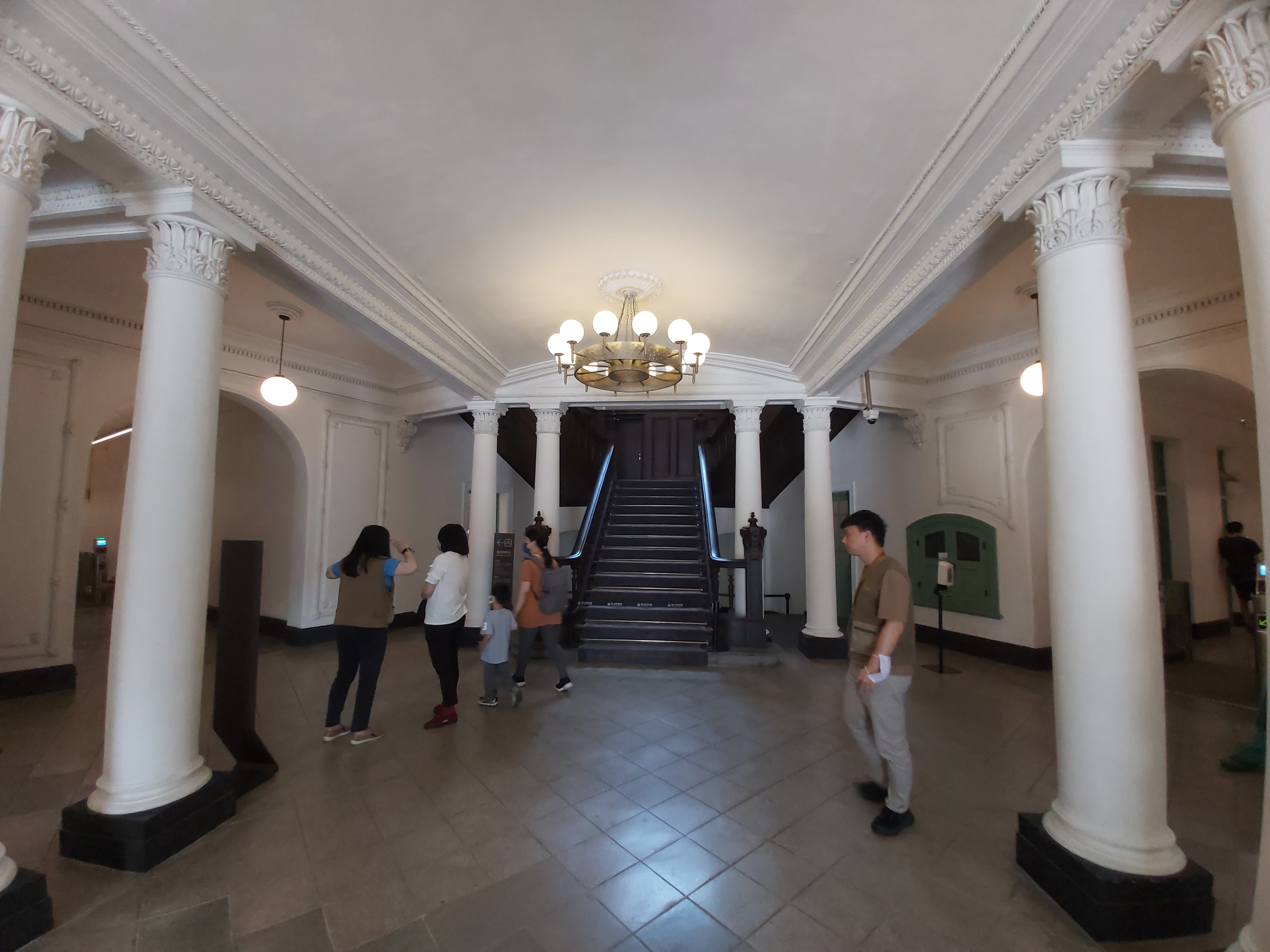
大廳
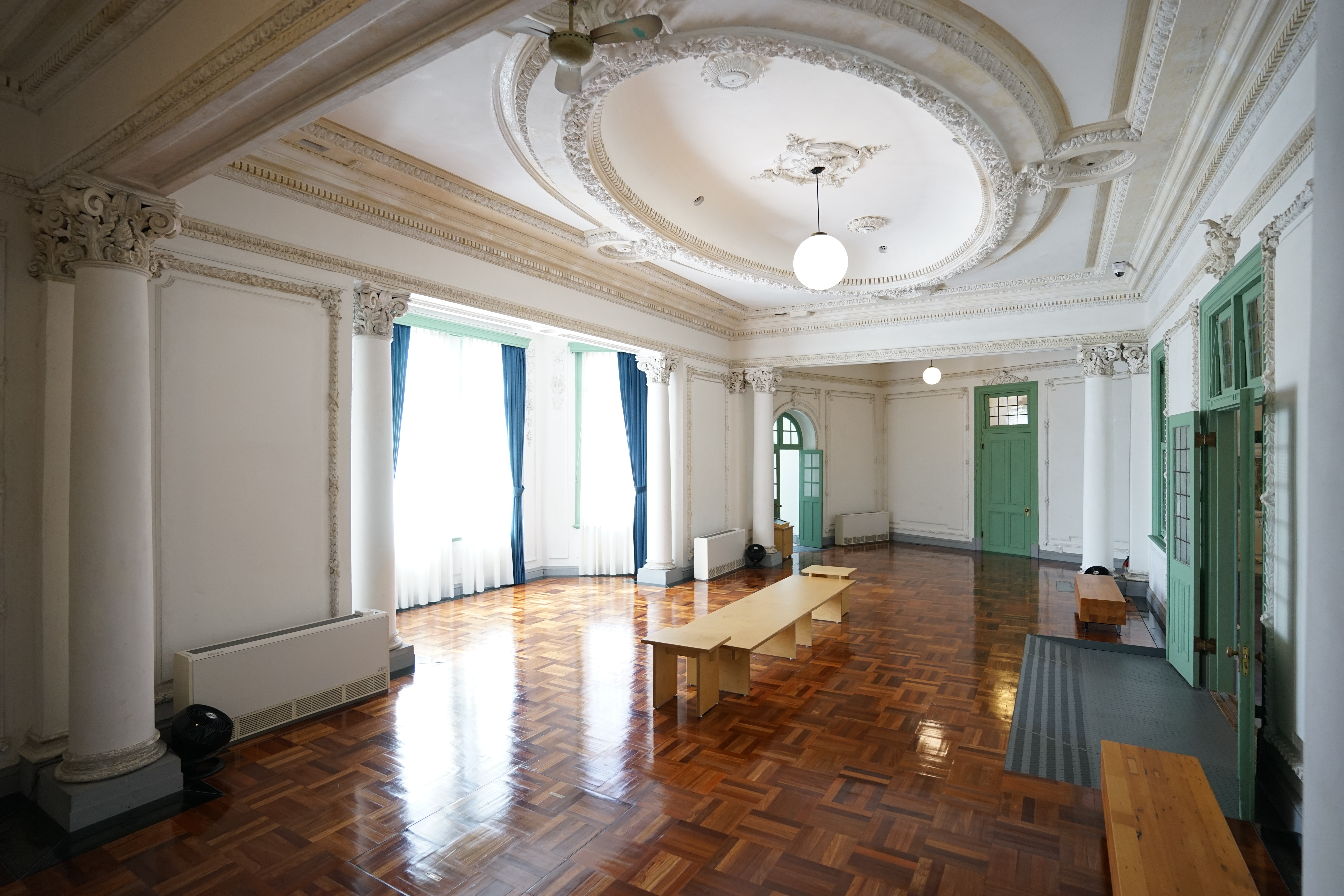
橢圓廳（會議室）
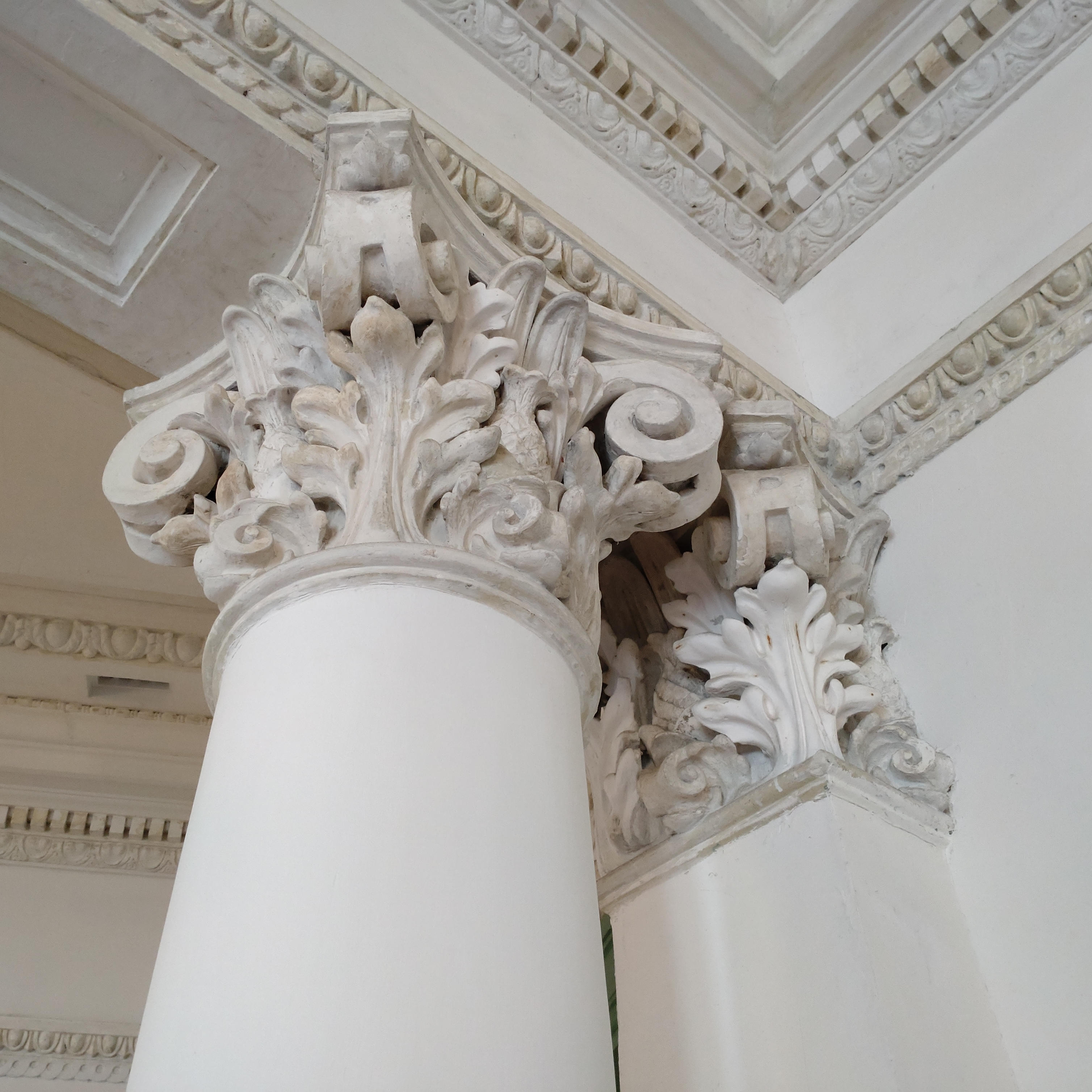
柱頭
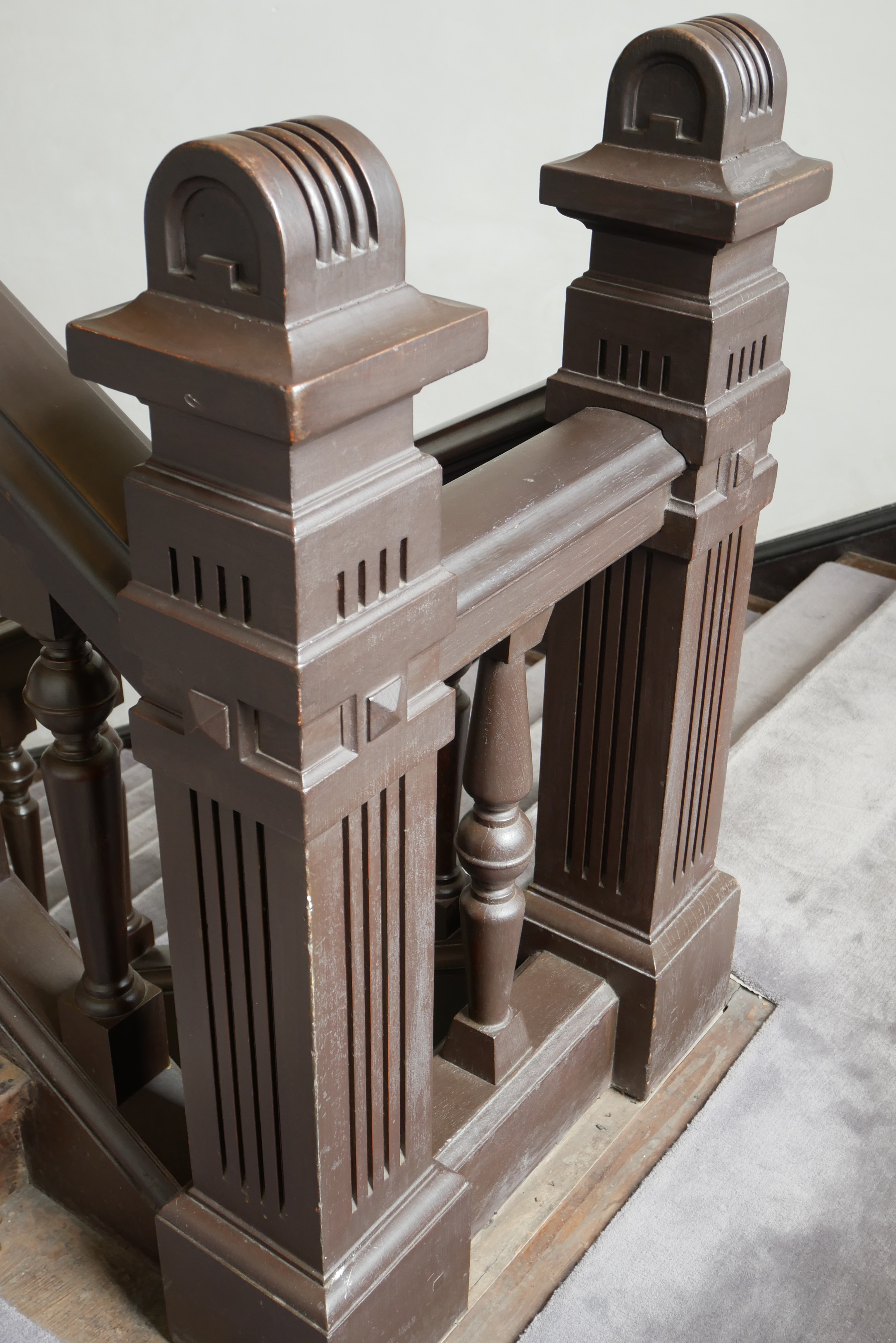
階梯扶手
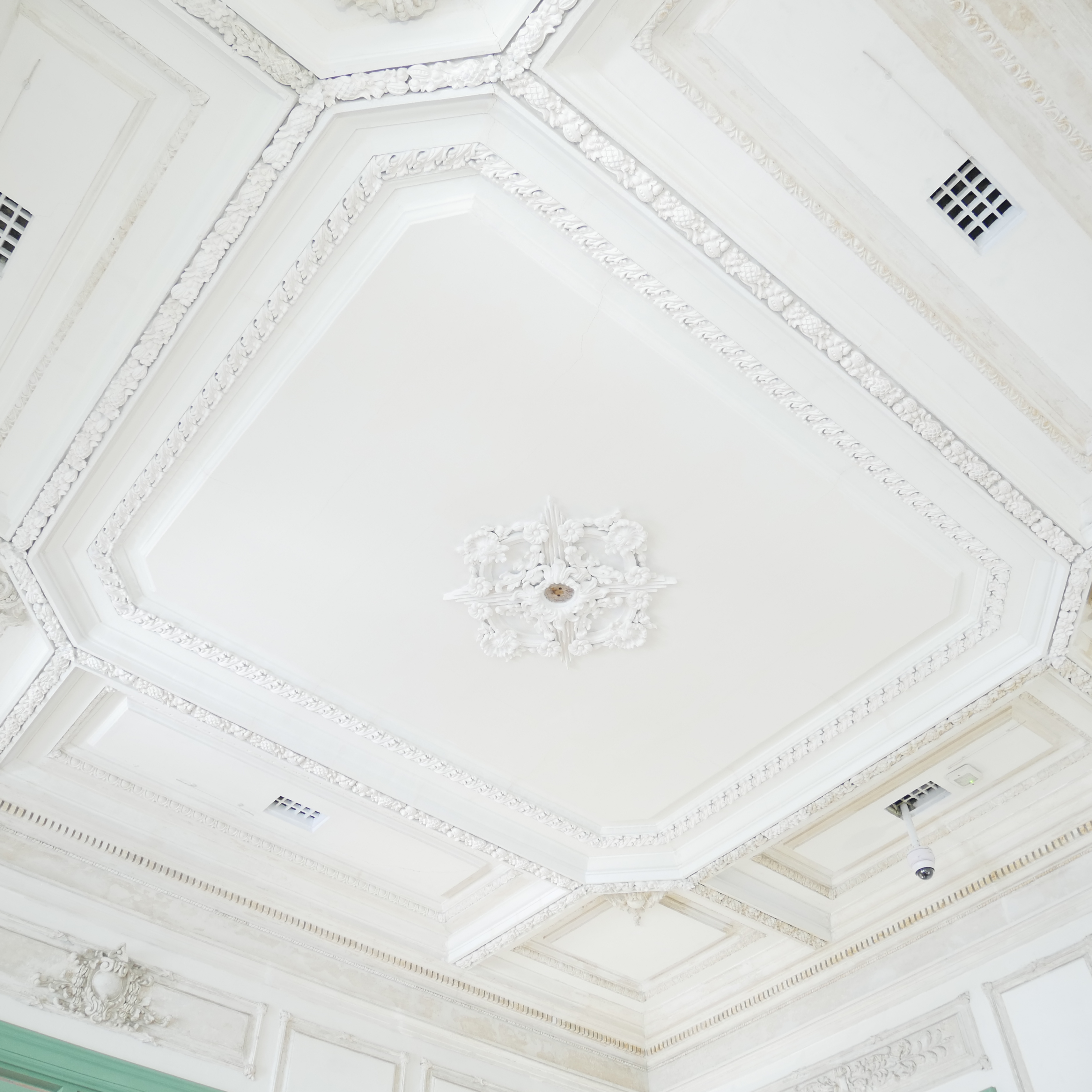
天花板
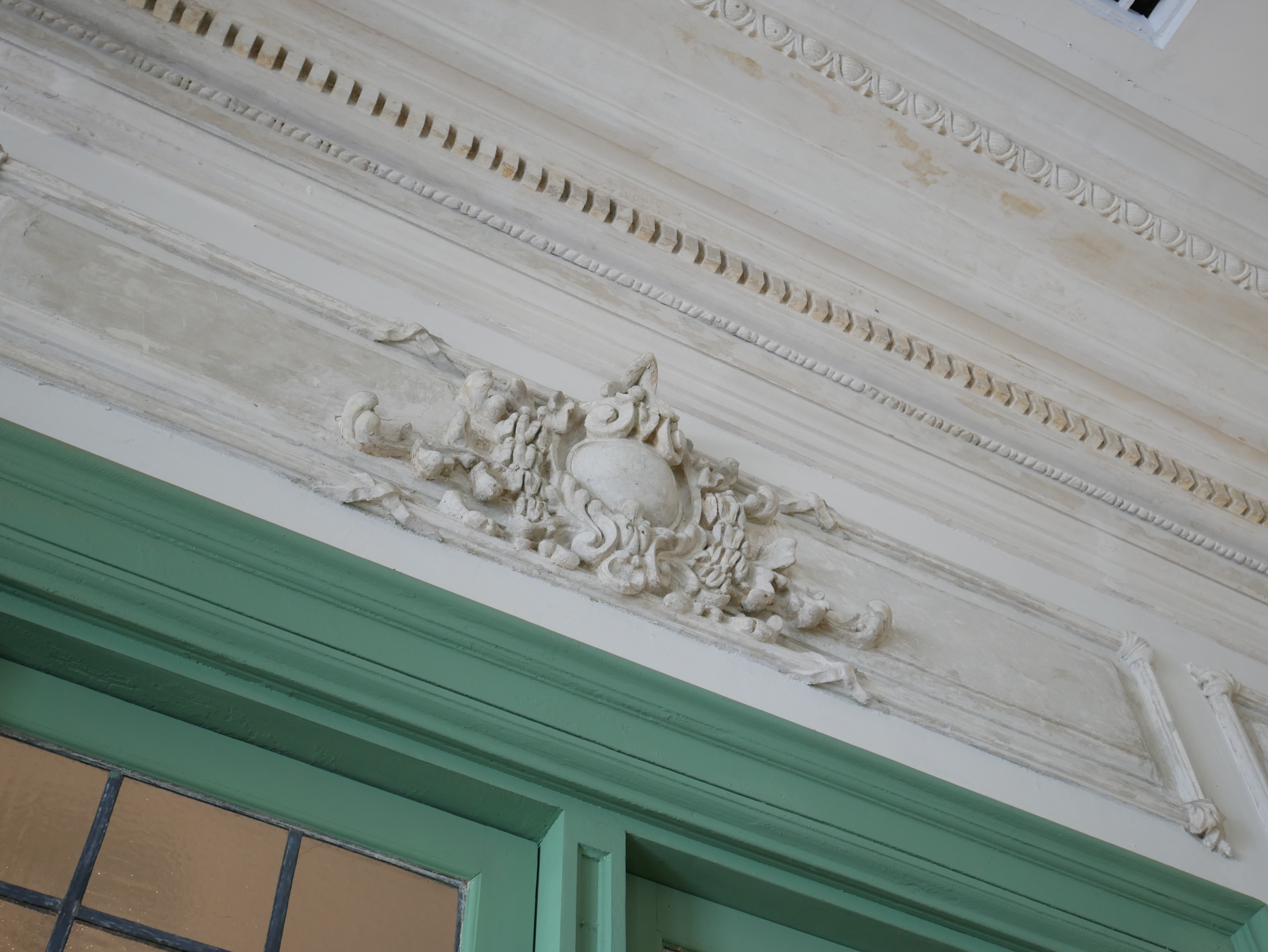
勳章飾

### 八角樓
八角樓男廁位在廳舍後面的中庭，這種八角或六角形的廁所在1870年代已出現在日本本土，但在臺灣相當罕見。該建物興建於1919年，為磚造一層樓歷史主義風格建築，因日治時期鐵道部職員主要為男性，因此園區在當時只設置男廁。樓頂為砌石板瓦，主結構採鋼筋混凝土材料，室內空間中空並以中央的八角柱為核心，上方設有通風口與外牆間由八根鋼筋混凝土橫樑相接。室內附有小便斗八座，圍繞於八角柱周圍，有門便所則分佈於八角形的兩個邊每邊分布兩間，一共四間，後側皆有配置便於清除污穢物的戶外化糞池。建物外牆採洗石子材料以牆面分割線來呈現仿石砌構造的古典建築風格。

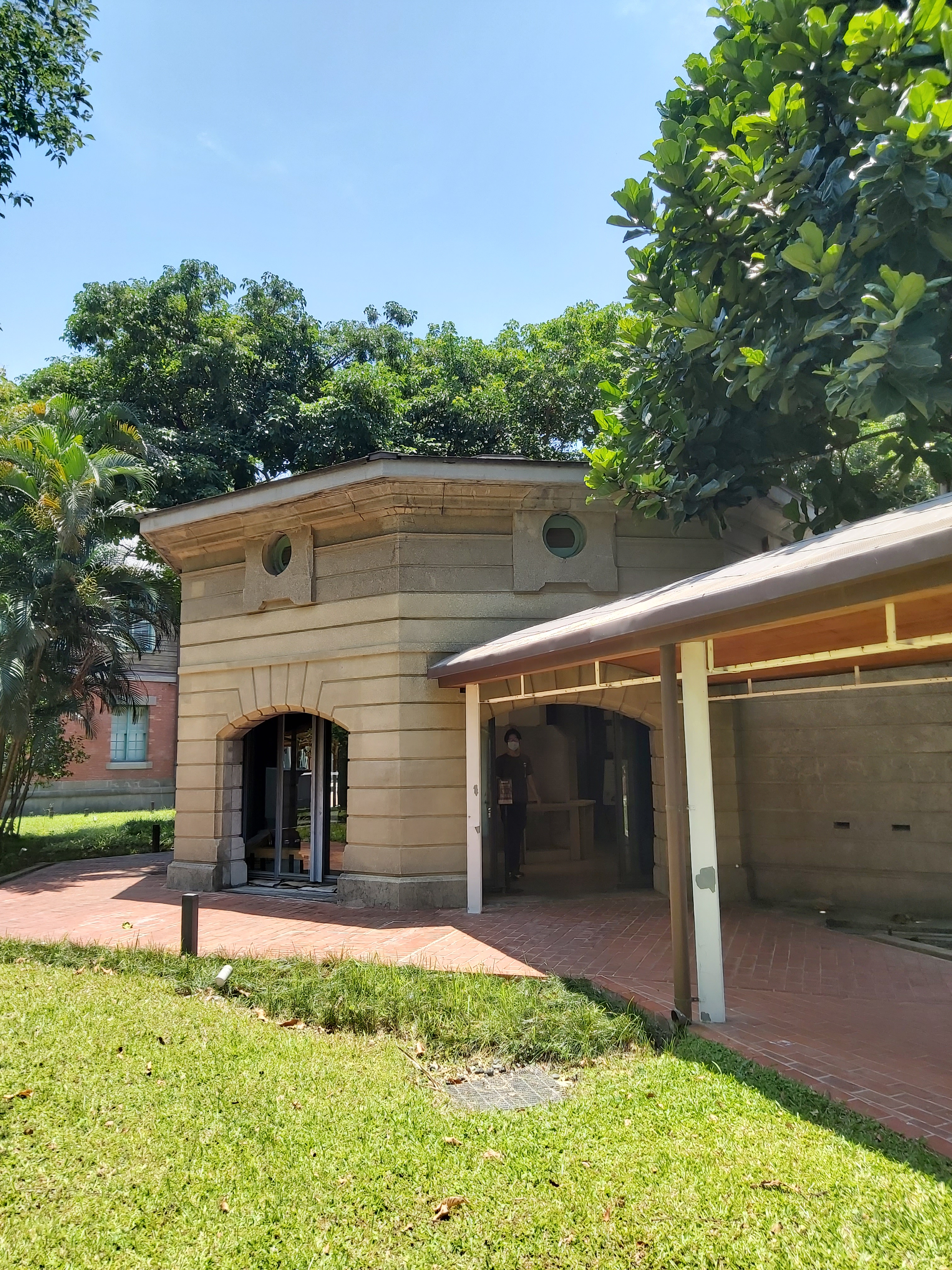
正面外觀
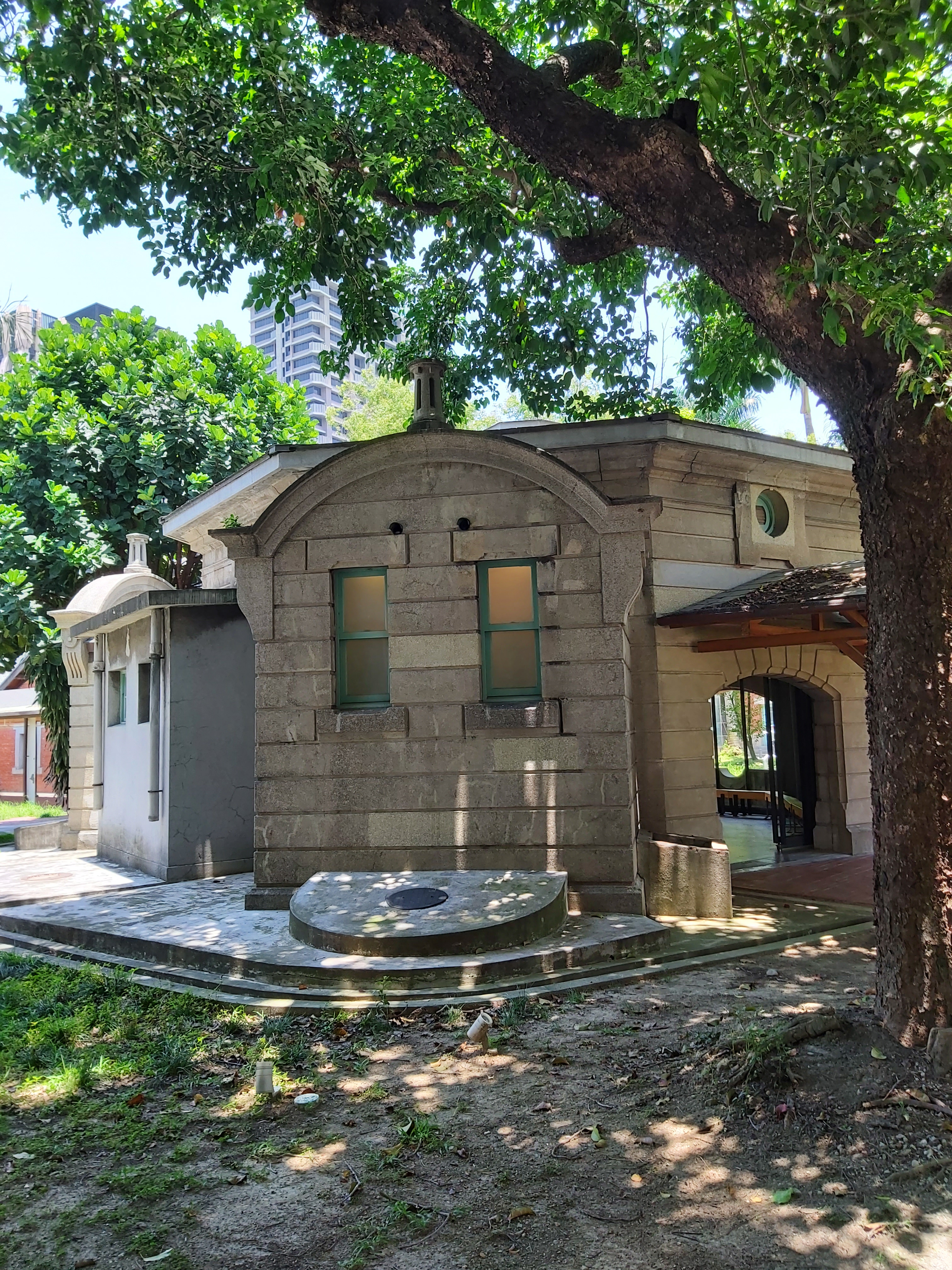
背面外觀
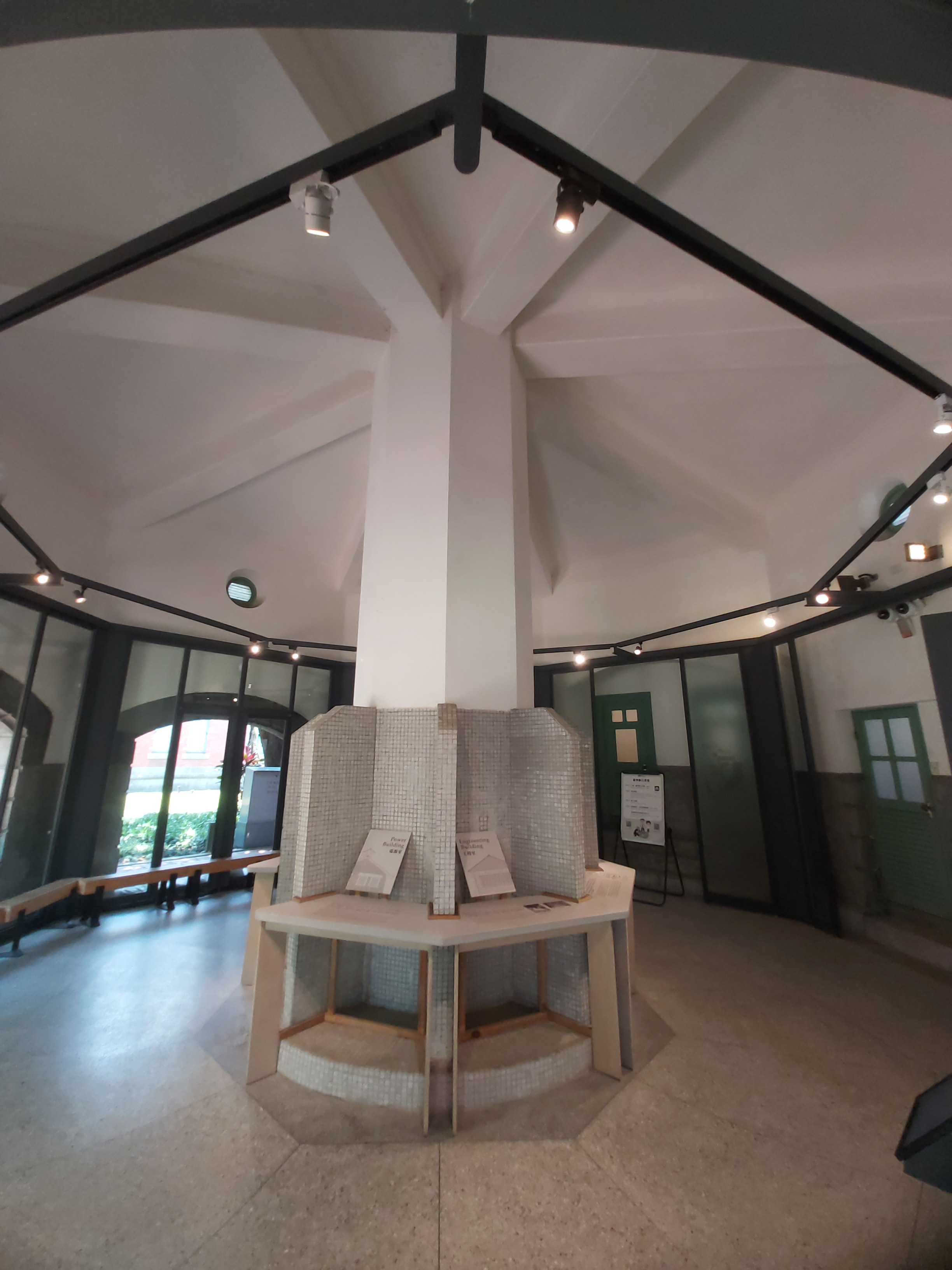
室內
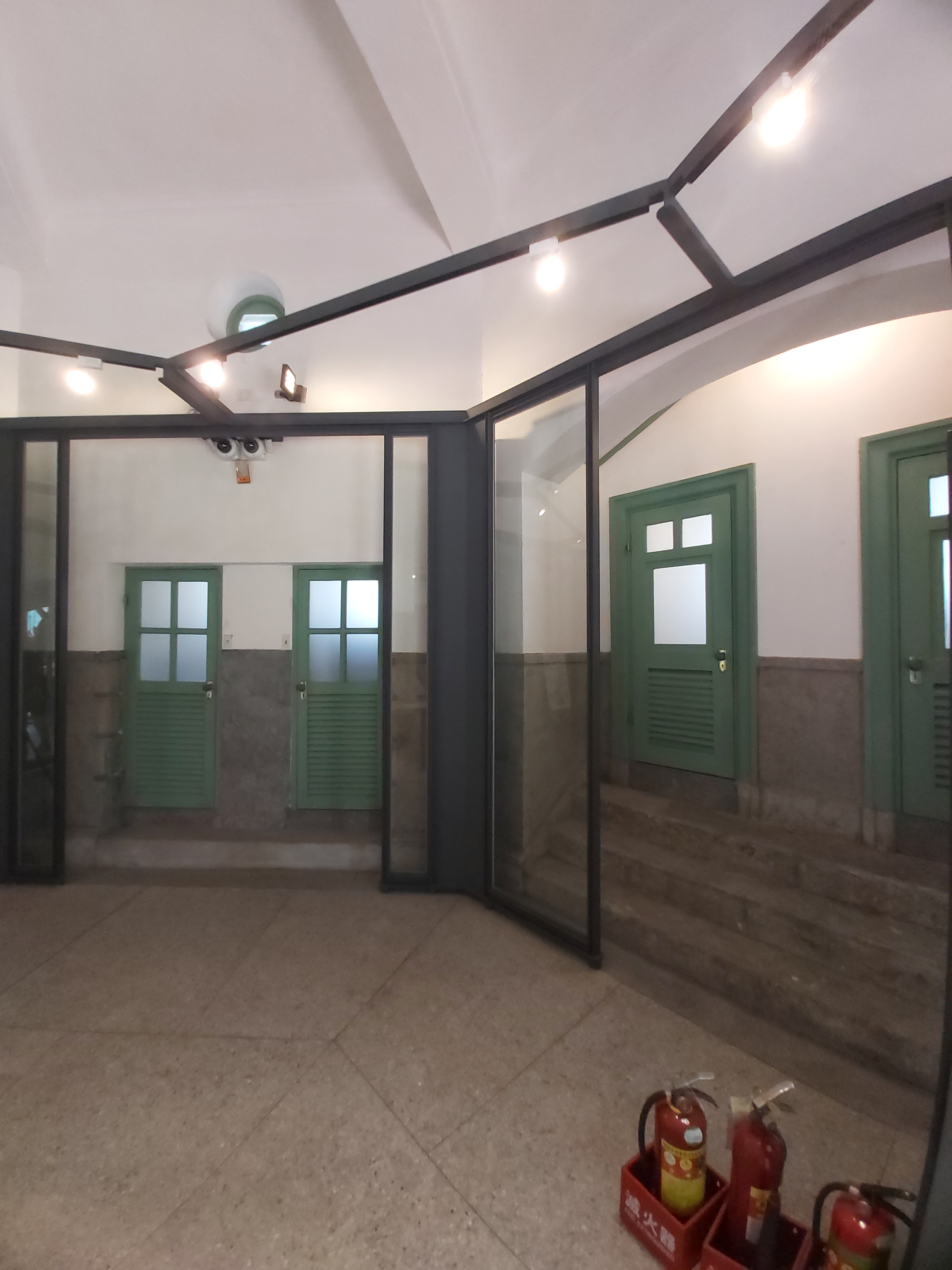
廁間門扉

### 臺北工場
臺北工場是指日治時期的「客車工場」（車輛修理工場），位在廳舍西北方:237。過去在東邊還有一座外形相似的「塗工場」（油漆工場），兩座建築都是在1909年擴建臺北鐵道工場時興建的，且利用了清朝「臺北火車碼頭」（第一代臺北車站）的舊構件:237。在兩棟建築之間，曾設有「遷車臺」以搬運車輛:240。「客車工場」後來約在1950年改為臺鐵局本部的大禮堂（該建築因而別稱「台鐵舊禮堂」），並在兩年後（1952年）加建二樓玄關。
後來因鄭州路拓寬、以及市民大道高架道路與台北地下街的興建，該建築的北端部分遭到拆除（約建築整體的三分之一）；之後更因捷運北門站與桃園機場捷運工程的進行，而被位移至原址東南方30公尺，至工程完成後移回，但原址原有的考古遺跡已被捷運工程破壞。臺北市政府自2020年起展開臺北工場的修復工程，預計2023年完成。

## 其他

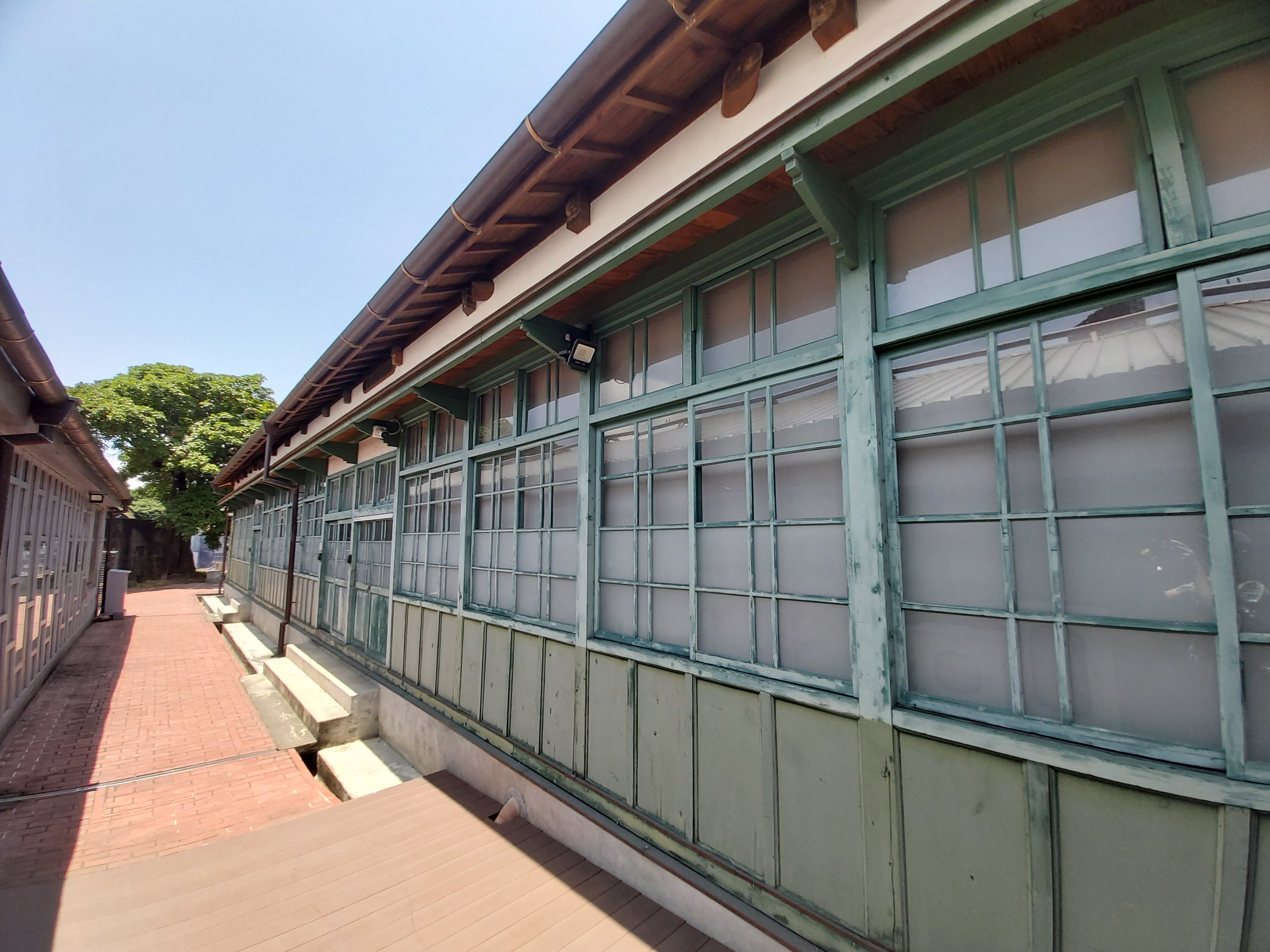
第8號建物，興建於1940年，目前為博物館園區機房重地。

- 鐵道部廳舍所在區域，清治時期稱為「河溝頭」。臺北城尚未拆除時，城外還有一條引自淡水河的狹窄護城河。
- 1990年代初的著名電影《牯嶺街少年殺人事件》主要場景即在此拍攝。
- 依照桃園機場捷運及臺北捷運松山線的興建規劃，舊廳舍區塊西北角的部分遺跡，會進行移地重建。

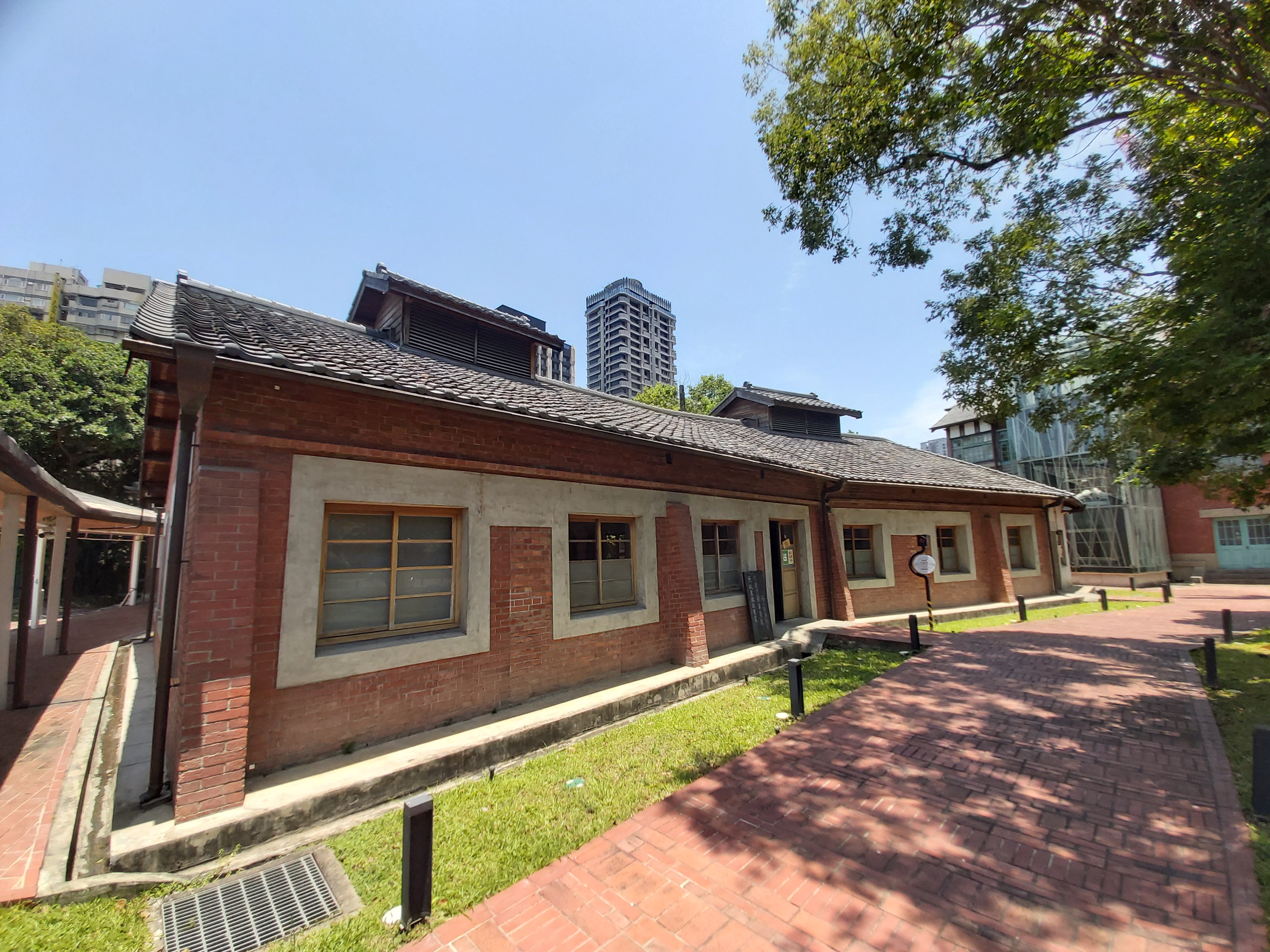
電源室，興建年代在1925年之前，可能用途為機械發電或做為蓄電廠的單層供電場所，歷年多有增建，建物為配合廳舍、工廠的基地走向呈現曲折造型，角度特殊；構造涵蓋磚造扶壁柱和木造桁架屋頂，上方設有俗稱「太子樓」的通風散熱氣窗。
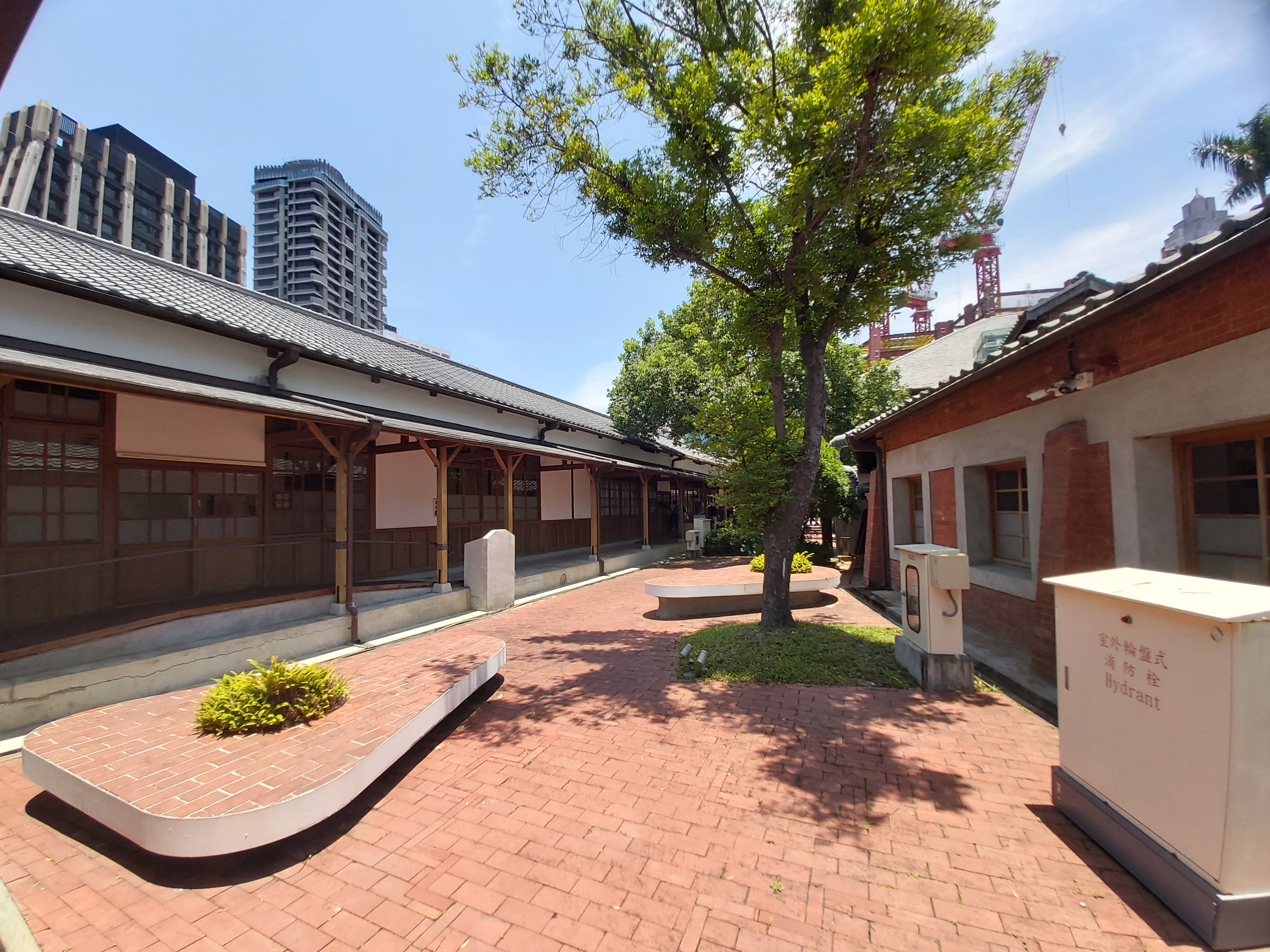
工務室（圖左），興建時間在1934年臺北工場遷出後，為洋式單層木造風格建築，長約44公尺、立面開窗佔牆面八成，初作為鐵道部工務課庶務係及改良課長室，其後歷經三次以上隔間牆增改建，最下端鋪設有防蟻混凝土地基，中間鋪設有雨淋板及灰泥牆體並有門窗開口，屋頂為棧瓦四坡水形式。
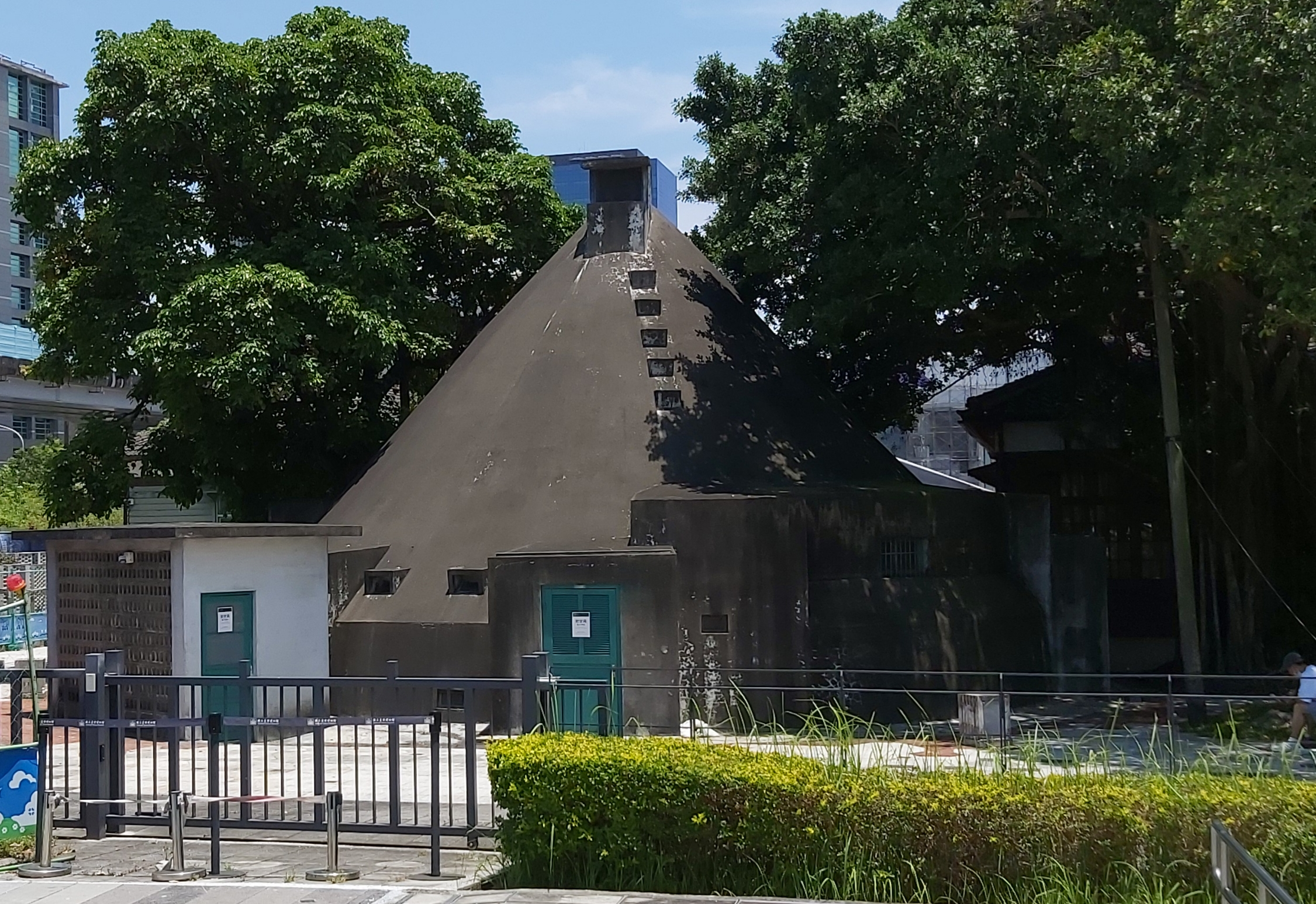
戰時指揮中心，1943年為因應太平洋戰爭而興建於園區西北方，由鐵道部工務課技手鳥巢英一設計作為高層員工避難之處，內部分為上、下兩層，上層圓錐結構露出地面約7公尺，外部有戰後為因應臺海戰事而增建的防護壁，地下設有通風口與地面相連。
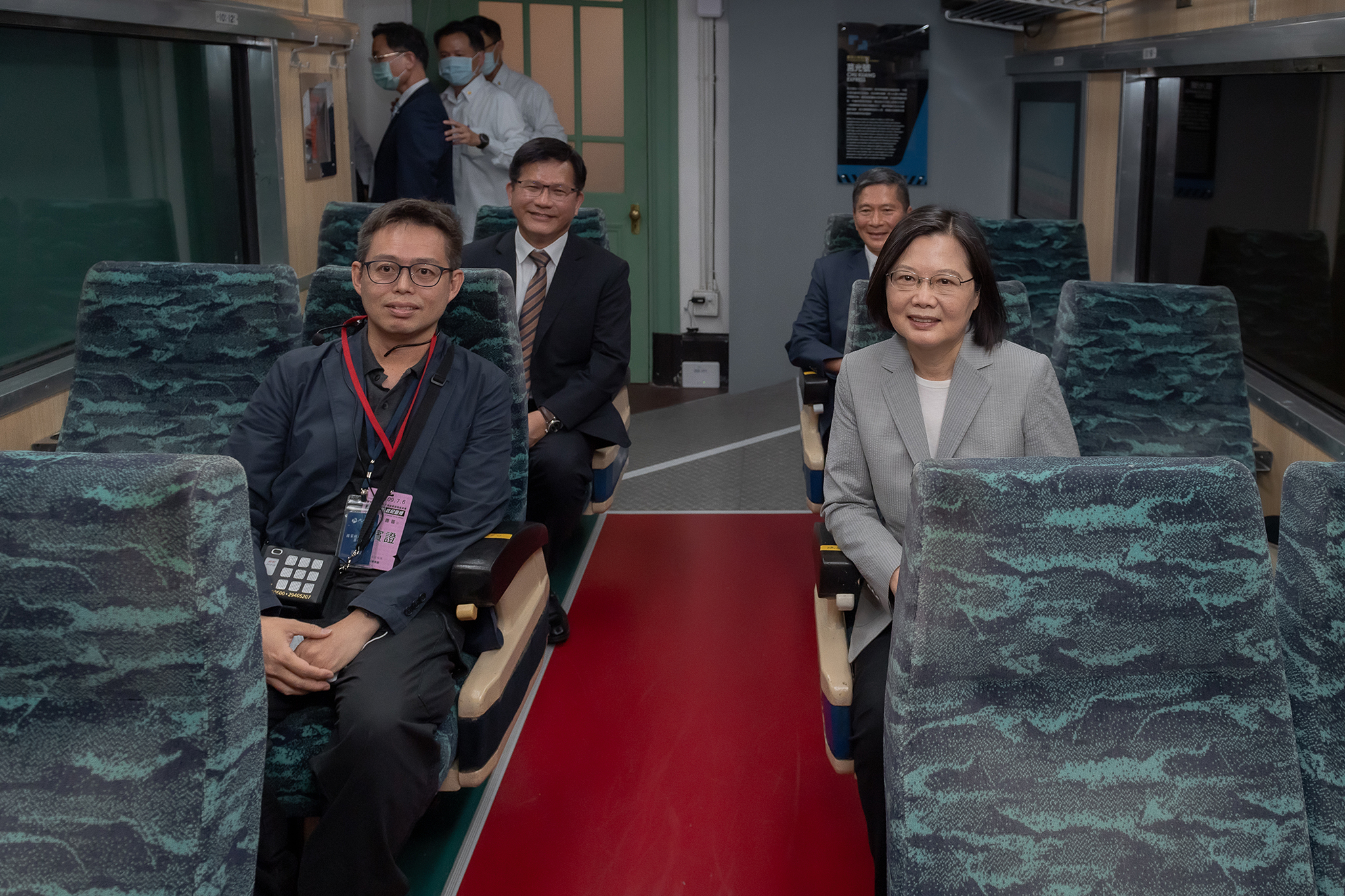
2020年7月6日，總統出席「國立臺灣博物館鐵道部園區開幕典禮」（前排右：總統蔡英文、前排左：國家鐵道博物館籌備處主任洪致文、2排左：交通部長林佳龍、2排右：文化部長李永得）

## 交通

### 捷運
- 臺北捷運 松山新店線北門站：國立臺灣博物館鐵道部園區位於北門站旁，但園區的主出入口位於延平北路側。
- 桃園捷運 機場線台北車站